# Шарифзаде, Садых Гусейн оглы
Сады́х Гусе́йн оглы́ Шарифзаде́ (азерб. Sadıq Hüseyn oğlu Şərifzadə; 1912, Ардебиль — 1986, Баку) — азербайджанский советский живописец и театральный художник, заслуженный деятель искусств Азербайджанской ССР (1959).
В 1932 году окончил Азербайджанский государственный художественный техникум. С 1936 по 1939 год учился в Киевском художественном институте, с 1939 по 1940 — Московском художественном институте.
Известны такие его работы как портреты Бабека (1944), Физули (1958), пейзажи. Шарифзаде принимал участие и в оформлении спектаклей, в том числе в Азербайджанском драматическом театре им. Азизбекова в Баку («Джеваншир» М. Гусейна, 1957).